# Adílson Batista
Adílson Dias Batista (Adrianópolis, 16 maart 1968) is een Braziliaans voormalig profvoetballer en huidig voetbaltrainer.

## Braziliaans voetbalelftal
Adílson Batista debuteerde in 1990 in het Braziliaans nationaal elftal en speelde vier interlands.

## Erelijst
Als speler
 Atlético Paranaense
- Campeonato Paranaense: 1988

 Cruzeiro
- Campeonato Mineiro: 1990, 1992
- Supercopa Libertadores: 1991, 1992

 Grêmio
- Campeonato Gaúcho: 1995, 1996
- CONMEBOL Libertadores: 1995
- CONMEBOL Recopa: 1996

 Júbilo Iwata
- Asian Super Cup: 1999

 Corinthians
- FIFA Club World Championship: 2000

Als trainer
 América-RN
- Campeonato Potiguar: 2002

 Figueirense
- Campeonato Catarinense: 2006

 Cruzeiro
- Campeonato Mineiro: 2008, 2009

Individueel
- Bola de Prata: 1990